# Macaco de cua de porc meridional
El macaco de cua de porc meridional (Macaca nemestrina) és un mico del Vell Món de mida mitjana.

## Etimologia i taxonomia
La paraula que fa referència a l'espècie, nemestrina, és un adjectiu (derivat del llatí Nemestrinus, el déu de les arbredes) modificat per concordar en gènere amb el nom genèric femení.
Anteriorment es considerava que el macaco de cua de porc septentrional, el macaco de l'illa Pagai i el macaco de Siberut eren subespècies d'aquesta espècie.

## Descripció
Macaca nemestrina pot arribar a un pes de 5-15 kg en mascles grans. Aquests micos són marrons amb un to més fosc cap enrere i amb les parts inferiors com a parts més clares del cos. El seu nom comú es refereix a la seva cua semi-erecte, la qual recorda a la cua d'un porc.

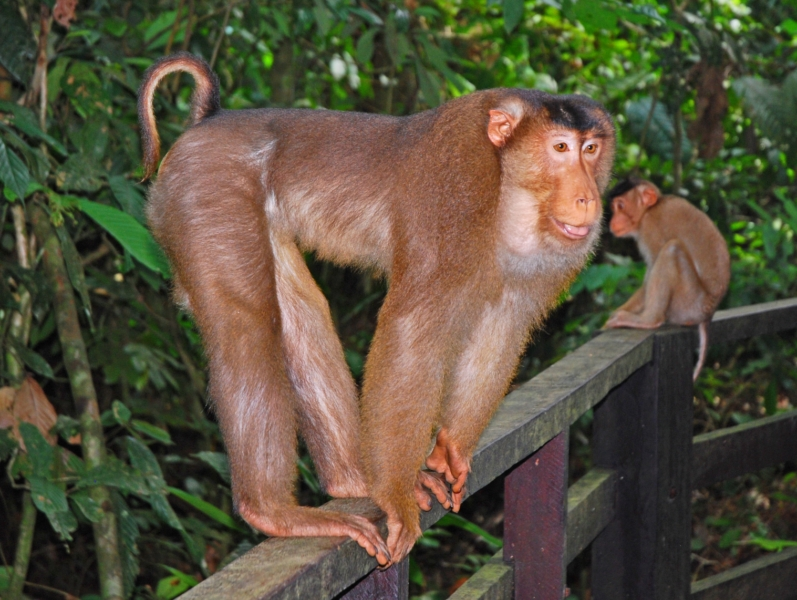
Macaca nemestrina a Sepilok, Sabah, Malasia

## Comportament i ecologia
Ells són principalment terrestres però també són escaladors experts. A diferència de gairebé tots els primats els encanta l'aigua. Viuen en grans grups i es divideixen en grups més petits durant el dia quan estan buscant aliment. Són omnívors, s'alimenten principalment de fruits,llavors,baies,cereals,fongs i invertebrats.
Hi ha una jerarquia entre els homes, basada en la força, i entre les femelles, basada en l'herència. Per tant, la filla de la femella dominant immediatament es col·locarà per sobre de totes les altres dones en el grup. La femella dominant lidera el grup, mentre que el paper masculí és més per gestionar conflictes dins el grup i per defensar-la.
La maduresa sexual s'aconsegueix a l'edat de 3-5 anys. La gestació de la dona dura aproximadament 6 mesos. Ella donarà a llum a un nadó cada dos anys. El deslletament es produeix als 4-5 mesos.

## Hàbitat i distribució
Aquest macaco omnívor viu principalment al bosc, però també entra a plantacions i jardins.
Viu a la meitat sud de la península de Malaca (el seu àmbit de distribució amb prou feines arriba a l'extrem sud de Tailàndia), Borneo, Sumatra i l'illa de Bangka.Hi ha informes que mencionen que aquesta espècie havia estat trobada a Singapur abans de 1950, però segurament eren mascotes que van escapar-se.